# Melanomys robustulus
Melanomys robustulus är en däggdjursart som beskrevs av Thomas 1914. Melanomys robustulus ingår i släktet Melanomys och familjen hamsterartade gnagare. IUCN kategoriserar arten globalt som livskraftig. Inga underarter finns listade i Catalogue of Life.
Denna gnagare förekommer i Anderna i Ecuador. Den vistas i regioner mellan 400 och 1200 meter över havet. Melanomys robustulus lever i tropiska regnskogar. Den går främst på marken och den är nattaktiv.